# Іспанія на Євробаченні Юних Музикантів
Іспанія брала участь у Євробаченні Юних Музикантів, що проводиться кожні два роки, вісім разів починаючи з 1988 року та повернулася у 2018 році після 16-річної відсутності. Країна брала участь у фіналі лише один раз у 1992 році, де зайняла 2-е місце та здобула найкращий результат на конкурсі.

## Учасники
Умовні позначення
     Переможець
     Друге місце
     Третє місце
     Не пройшла до фіналу
     Участь скасовано
     Не брала участі
| Рік                               | Місце проведення | Учасник                    | Інструмент | Фінал                      | Півфінал |
| --------------------------------- | ---------------- | -------------------------- | ---------- | -------------------------- | -------- |
| 1988                              | Амстердам        | Хосе Рамон Мендес          | Фортепіано | Не вдалося кваліфікуватися | -        |
| 1990                              | Відень           | Фернадо Альварес Гойкоечеа | Акордеон   | Не вдалося кваліфікуватися | -        |
| 1992                              | Брюссель         | Антоніо Серрано            | Гармоніка  | 2                          | -        |
| 1994                              | Варшава          | Долорес Родрігес Паредес   | Гітара     | Не вдалося кваліфікуватися | -        |
| 1996                              | Лісабон          | Майя Турулолс              | Фортепіано | Не вдалося кваліфікуватися | -        |
| 1998                              | Відень           | Летиція Морено             | Скрипка    | Не вдалося кваліфікуватися | -        |
| 2000                              | Берген           | Єлена Погошова             | Скрипка    | Не вдалося кваліфікуватися | -        |
| Не брала участі в 2002-2016 роках |                  |                            |            |                            |          |
| 2018                              | Единбург         | Сара Валенсія              | Скрипка    | Не вдалося кваліфікуватися | -        |
| Не брала участі в 2020-2024 роках |                  |                            |            |                            |          |